# Schoenlandella uniformis
Schoenlandella uniformis är en stekelart som först beskrevs av Turner 1918.  Schoenlandella uniformis ingår i släktet Schoenlandella och familjen bracksteklar. Inga underarter finns listade i Catalogue of Life.